# Séthi (père de Ramsès Ier)
Pour les articles homonymes, voir Séthi.
Séthi est un militaire égyptien commandant des troupes, qui est aussi arrière-grand-père de Ramsès II.
Séthi naît dans une famille noble de Basse-Égypte, installée près d'Avaris, l'ancienne capitale hyksôs, dans le delta du Nil, qui honorait particulièrement le culte de Seth.
Les liens de la famille de Séthi avec le royaume de Koush étaient étroits comme en témoigne la position de son frère, Khâemouaset. Il aurait été chef des archers du gouverneur de Koush mentionné sur une statue datant du règne de Toutânkhamon. Taemouadjsy, épouse de Khâemouaset, était la maîtresse du harem d'Amon et aurait également été la sœur de Houy, Fils royal de Koush.
Il est le père de neuf enfants dont :
- Pa-Ramessou, futur Ramsès Ier et fondateur de la XIXe dynastie ;
- Khâemouaset.